# Robustakaffe
Robustakaffe (Coffea canephora) är den senast[när?] upptäckta av de tre kommersiella kaffearterna. En synonym som används mycket tidigare är Coffea robusta, som också gett det svenska namnet. Den kallas ibland "kongokaffe", eftersom den upptäcktes i belgiska Kongo.
Robustakaffe är en låglandsväxt och är ursprunglig i tropiska Afrika.
Arten odlas företrädesvis i västra Afrika, Centralamerika, Sydostasien och i mindre kvantiteter i Sydamerika. 
Robustakaffe odlas i områden med ett mer skiftande klimat i bland annat Indonesien och Afrika. Det har en kraftigare smak än arabiskt kaffe och är en värdefull komponent i många espressoblandningar, samt även i pulverkaffe. Robustakaffe är särskilt rik på antioxidanter, som är känt för att lindra oxidativ stress. Det innehåller förhållandevis mycket koffein (2 till 4,5% mot 1 till 1,7% hos arabiskt kaffe). Robustakaffe svarar för cirka 25% av världens samlade kaffeproduktion.
Arten har korsats med arabiskt kaffe för att få fram friskare kaffeplantor. Dessa hybrider har fått namnet arabustakaffe (Coffea ×arabusta).
Fyra varieteter erkänns:
- var. canephora
- var. gossweileri - från Angola.
- var. laurentii
- var. ugandae

## Synonymer
- var. canephora
- Coffea bukobensis Zimmerm., 1908
- Coffea canephora var. kouilouensis Pierre ex De Wild.
- Coffea canephora var. robusta (Lind. ex Willd.) A. Chev.
- Coffea canephora var. sankuruensis De Wild.
- Coffea congensis Froehner, 1897
- Coffea maclaudii Cheval., 1905
- Coffea robusta Linden, 1900

- var. gossweileri  A.Chev., 1947

- var. laurentii (De Wild.) A.Chev., 1947
- Coffea laurentii De Wild., 1901

- var. ugandae (P. J. S. Cramer) A. Chev., 1947
- Coffea ugandae Cramer, 1914